# Systemelektroniker
Systemelektroniker war ein im Jahr 2003 neu eingeführter Ausbildungsberuf im Handwerk. Die Ausbildung betrug dreieinhalb Jahre mit anschließender Prüfung, die bei der Handwerkskammer abgelegt wurde. In dem Monoberuf Systemelektroniker wurden keine speziellen Fachrichtungen oder Schwerpunkte ausgebildet, was die Ausbildung aufgrund des breiten Spektrums sehr umfangreich machte. Die Ausbildung erfolgte entweder dual über den Ausbildungsbetrieb und die Berufsschule oder über eine schulische Ausbildung mit Praktika.
Ein ähnlicher industrieller Elektroberuf mit gleichem Rahmenlehrplan für die Berufsschule ist der Elektroniker für Geräte und Systeme.

## Ausbildungsordnung tritt außer Kraft
Die Ausbildungsberufe im Elektrohandwerk wurden neu geordnet, um die geänderten technischen Anforderungen in der Berufspraxis, z. B. aufgrund der voranschreitenden Digitalisierung und der Energiewende, zu berücksichtigen. Im Rahmen der Neuordnung wurde der Ausbildungsberuf Systemelektroniker inhaltlich komplett in den Beruf Elektroniker der Fachrichtung Automatisierungs- und Systemtechnik integriert. Die Verordnung über die Berufsausbildung zum Systemelektroniker trat am 1. August 2021 außer Kraft.
Der Systemelektroniker war mit deutschlandweit zuletzt etwa 80 Auszubildenden jährlich ein recht seltener Beruf. Der größte Ausbildungsbetrieb war Erhardt+Leimer, dort wurde die Ausbildung nach dem Ende des Handwerksberufs Systemelektroniker auf den Industrieberuf Elektroniker für Geräte und Systeme umgestellt.

## Weiterbildungsmöglichkeiten
Ausgebildete Systemelektroniker haben die Möglichkeit, sich nach Besuch einer Meisterschule zum Meister prüfen zu lassen. Sie können nach abgelegter Prüfung eine Handwerksfirma gründen.
weitere Weiterbildungsmöglichkeiten
- Industriemeister/in
- Techniker/in – Fertigungstechnik oder Mechatronik/Informationselektronik

Weiterbildung mit Hochschulzugangsberechtigung in einem gleichen oder MINT-fachverwandten Ingenieurstudiengang:
Mechatronik, Medizintechnik, Elektrotechnik und Informationstechnik
- Bachelor of Engineering
- Bachelor of Science
- Master of Engineering
- Master of Science
- Dipl.-Ing. (FH)
- Dipl.-Ing. (Uni)
- Dipl.-Ing. (FH/Uni)

### Fachgebundener Hochschulzugang für beruflich Qualifizierte
Auch ohne schulische Hochschulzugangsberechtigung (Abitur, Fachhochschulreife oder fachgebundenen Hochschulreife) ist Studieren möglich, wenn man über eine erfolgreich abgeschlossene, durch Bundes- oder Landesrecht geregelte mindestens 2-jährige Berufsausbildung sowie eine i. d. R. mindestens 3-jährige Berufspraxis verfügt und ein Eignungsfeststellungsverfahren (EFV) absolviert. Je nach Hochschule kann das eine beliebige Anzahl an Prüfungen sein (Schriftlich und/oder Mündliche). Der gewünschte Studiengang muss fachlich zur Ausbildung und Berufspraxis passen. Ob die entsprechenden Voraussetzungen erfüllt sind, prüft und entscheidet die Hochschule, die den Studiengang anbietet. So ist mittlerweile auch die Möglichkeit gegeben, als Meister eines Ausbildungsberufs ein beliebiges Studium aufzunehmen, in fast allen Bundesländern gegeben, es sei denn, es gibt einen NC. Der Zugang zum Studium ist dann meist mit einer Vorabquote versehen, d. h. ein definierter Prozentanteil der zu vergebenden Studienplätze sind für die Gruppe der beruflich Qualifizierten reserviert.

## Belege
1. ↑  Bundesministerium für Wirtschaft und Energie, Bundesministerium für Bildung und Forschung: Verordnung zur Neuordnung der Ausbildung in handwerklichen Elektroberufen. Bundesgesetzblatt Jahrgang 2021 Teil I Nr. 15, ausgegeben zu Bonn am 9. April 2021. In: Das Bundesgesetzblatt im Internet: www.bundesgesetzblatt.de | Ein Service des Bundesanzeiger Verlag www.bundesanzeiger-verlag.de. Bundesinstitut für Berufsbildung (BIBB), 13. März 2021, abgerufen am 16. März 2023.
2. ↑  Hochschulzugang für beruflich Qualifizierte. Abgerufen am 22. Juli 2023.
3. ↑  Beruflich Qualifizierte: Hochschulstart. Abgerufen am 22. Juli 2023.
4. ↑  Lebenslanges Lernen. Abgerufen am 22. Juli 2023.